# Horstmar (Lünen)
Horstmar ist mit rund 7.600 Einwohner ein südöstlicher Ortsteil bzw. statistischer Bezirk der nordrhein-westfälischen Stadt Lünen, Kreis Unna. Er gehört überwiegend zur Gemarkung 1278 Horstmar.

## Geographie

### Lage
Der Lüner Ortsteil Horstmar, jetzt nur noch 3,52 km2 groß, war eine frühere Bauerschaft und befindet sich im südöstlichen Teil des Stadtgebietes. Durch den Ortsteil fließt die Seseke (früher Zezike). Bei der Eingemeindung (1923) nach Lünen war Horstmar noch 5,73 km2 groß, hat aber durch die Neuaufteilung der Stadt Lünen in statistische Bezirke 2,21 km2 an den statistischen Bezirk Osterfeld verloren. Ursprünglich reichte das Gebiet von Horstmar im Norden bis an die Lippe.

### Nachbarorte
Horstmar grenzt im Nordosten und Osten an den Bergkamener Stadtteil Oberaden. Es schließen sich im Uhrzeigersinn die Lüner Ortsteile Niederaden, Lünen-Süd, Osterfeld und Beckinghausen an. Im Süden grenzt Horstmar an den Dortmunder Stadtteil Lanstrop, getrennt durch die Autobahn A2.

## Geschichte
Der Name Horstmar wird hergeleitet aus "Horst=Höhe/Hügel" und "Mar=Sumpf/Feuchtgebiet" und könnte "Hügel im Sumpfgebiet (Seseke)" bedeuten.
Am 1. Oktober 1923 wurden die selbstständigen Landgemeinden Beckinghausen mit 460 Einwohnern und Horstmar (früher auch eine Bauerschaft) mit 3363 Einwohnern nach Lünen eingemeindet. Horstmar war (und ist) sehr vom Bergbau geprägt. Viele Bergarbeiter fanden auf der Zeche „Victoria I/II“ (früher Zeche Preußen) im Ortsteil Horstmar Arbeit.
Durch die Eingemeindung erwarb die Stadt Lünen den Besitz von Schloss Schwansbell, das sich auf Horstmarer Gebiet (Gemarkung Horstmar) befand. Jetzt gehört es zum neu gegründeten statistischen Bezirk Osterfeld.
Durch die willkürliche Neuordnung in statistische Bezirke befindet sich ebenfalls der Preußenhafen nun auf dem Gebiet von Lünen-Süd.
Am 25. Mai 1987 hatte der Ortsteil Horstmar insgesamt 7286 Einwohner. Am 31. Dezember 2015 betrug die Einwohnerzahl 7544 und am 31. Dezember 2017 waren es 7551 Einwohner.

## Politik

### Kreistag
Renate Schmeltzer-Urban (SPD) vertritt Horstmar im Kreistag des Kreises Unna.

### Stadtrat
Martin Püschel, Wilhelm Kleimann und Detlef „Toni“ Seiler (alle SPD) vertreten Horstmar im Rat der Stadt Lünen.

## Bildung
In Horstmar befindet sich die Hauptstelle der Grundschule am Lüserbach. Diese hat eine Nebenstelle im Ortsteil Niederaden. Bis vor wenigen Jahren hieß die Schule noch Grundschule Horstmar-Niederaden.
Im Ortsteil gibt es mit der Ludwig-Uhland-Realschule (LUR) eine weiterführende Schule, die sich in der Trägerschaft der Stadt Lünen befindet.

## Verkehr

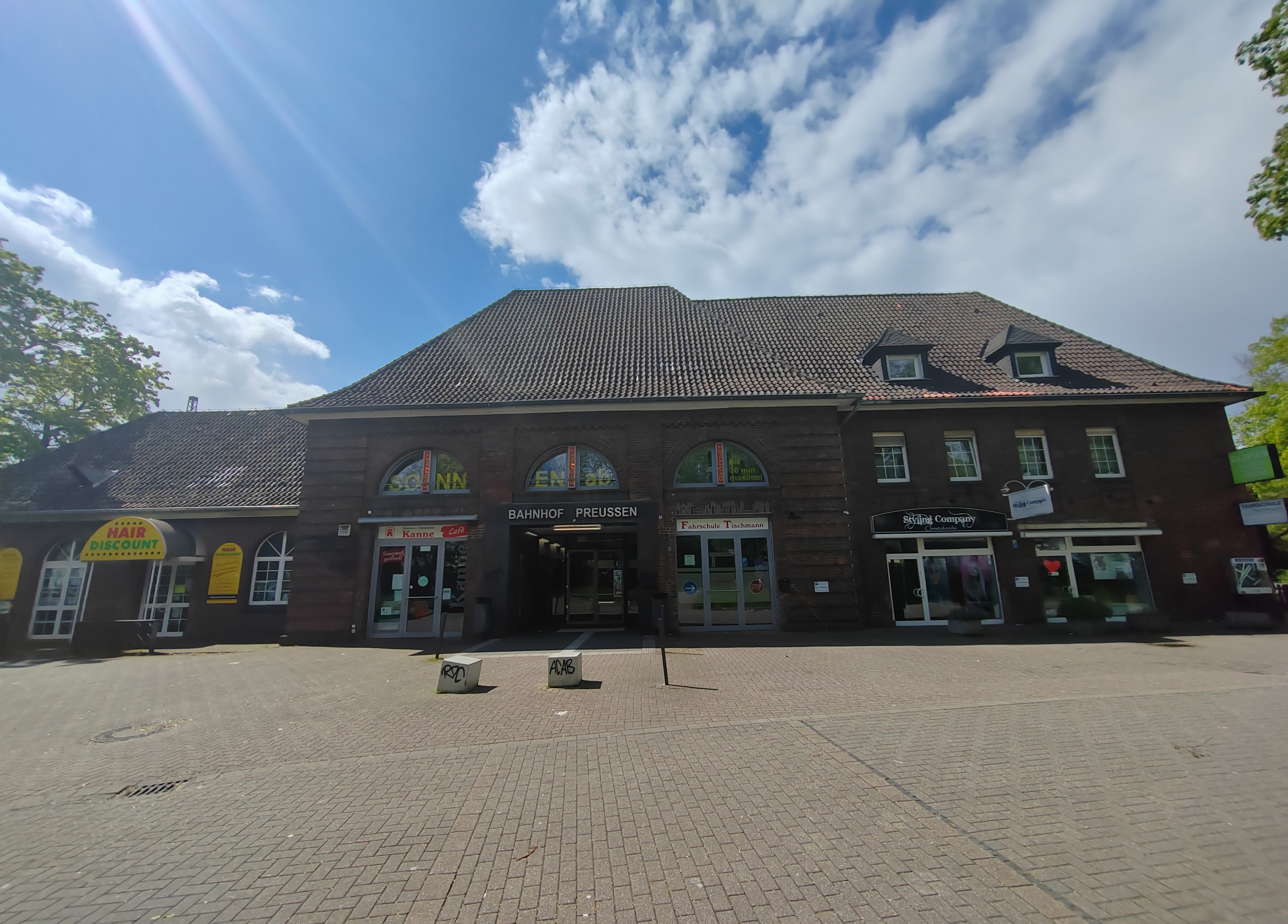
Bahnhof Lünen Preußen

Bezogen auf die Verkehrsanbindung liegen die südöstlichen Ortsteile Lünens recht günstig. Am Rand des Ortsteils Horstmar – an der Grenze zum Ortsteil Lünen-Süd – befindet sich der am 19. Februar 1920 eröffnete Bahnhof Preußen, benannt nach der früheren Zeche Preußen, an der Bahnstrecke Dortmund–Gronau halten. Der Bahnhof besitzt zwei Bahnsteiggleise.
| Linie | Verlauf | Takt                                              |
| ----- | --- | ------------------------------------------------- |
| RB 50 | Der Lüner: Dortmund Hbf – Dortmund-Kirchderne – Dortmund-Derne – Lünen-Preußen – Lünen Hbf – Werne a.d. Lippe – Capelle (Westf) – Ascheberg (Westf) – Davensberg – Münster-Amelsbüren – Münster (Westf) Hbf Stand: Fahrplanwechsel Dezember 2023 | 60 min                                            |
| RB 51 | Westmünsterland-Bahn: Dortmund Hbf – Dortmund-Kirchderne – Dortmund-Derne – Lünen-Preußen – Lünen Hbf – Bork (Westf) – Selm-Beifang – Selm – Lüdinghausen – Dülmen – Lette (Kr Coesfeld) – Coesfeld (Westf) – Rosendahl-Holtwick – Legden – Ahaus – Epe (Westf) – Gronau (Westf) – Glanerbrug – Enschede De Eschmarke – Enschede Stand: Fahrplanwechsel Dezember 2023 | 60 min 20/40 min (Dortmund–Lünen, nicht sonntags) |

Von 2014 bis 2016 wurde die Station im Rahmen des landesweiten Modernisierungsprogramms umgebaut. Der Bahnsteig wurde auf 76 cm angehoben und es wurde ein Aufzug installiert, um den Bahnhof barrierefrei zu gestalten. Außerdem wurde der Bahnsteig mit wettergeschützten Bereichen ausgestattet, und im Bahnhofsgebäude gibt es einen Abfahrtsbildschirm sowie neue Türen. Durch einen Planungsfehler verzögerte sich die Baumaßnahme um 6 Monate, und es wurde teurer als geplant. Insgesamt kostete das Projekt 2,9 Millionen Euro, wovon 2 Millionen Euro die DB Station & Service AG und 0,9 Millionen Euro das Land Nordrhein-Westfalen zahlte. Die Kosten für die Beleuchtung, den Weg zum Bahnsteig und den überdachten Eingangsbereich in Höhe von 300.000 Euro trug vollständig der Zweckverband Nahverkehr Westfalen-Lippe.
In Horstmar liegt zudem die Autobahn-Anschlussstelle Lünen-Süd der A 2.
Hauptverkehrsstraße durch Lünen-Horstmar ist die Preußenstraße.
Den Ortsteil durchqueren unter anderem die Buslinien R11, C4 und C14 der Verkehrsgesellschaft Kreis Unna (VKU).

## Kultur und Veranstaltungen
Im Jahr 1996 fand in Horstmar auf ehemaligem Zechengelände und landwirtschaftlicher Nutzfläche die „Landesgartenschau Lünen 1996“ – kurz „LaGaLü“ – statt. Auf dem Gelände der LaGaLü befindet sich heute der so genannte Seepark Lünen mit dem Horstmarer See, direkt neben dem Kanal gelegen. Er dient der Naherholung. Er ist überregional bekannt und ein beliebtes Ausflugsziel. Geblieben sind ein großer Badesee mit Sandstrand, eine große Blumenwiese, eine Bergehalde und eine riesige künstliche Mulde, das so genannte „Horstmarer Loch“. Zur jährlichen Attraktion im Stadtbezirk gehörte die Open-Air-Party „Rock im Loch“, welche besonders bei jungen Leuten beliebt war.

## Religion
In Lünen-Horstmar befinden sich auch die katholische Herz-Mariä-Kirche und die denkmalgeschützte evangelische Christuskirche.